# Olov Gelin
Olov Gelin, även känd som Olle Gelin, folkbokförd Olof Emil Vilhelm Gelin, född 20 januari 1906 i Sankt Johannes församling i Stockholm, död 23 oktober 1971 i Landskrona församling i dåvarande Malmöhus län, var en svensk botaniker.
Olov Gelin var son till fabrikören August Gelin och Amalia Apelgren. Efter högskolestudier blev han filosofie licentiat vid Stockholms högskola 1937 och filosofie doktor vid Lunds universitet 1956. Han var assistent vid Lantbrukshögskolan 1935–1938 och blev avdelningsföreståndare och förädlingsledare vid Weibullsholms växtförädlingsanstalt 1939, där han var chef under tiden 1958–1964.
Han nådde värdefulla resultat när det gäller växtförädling av lusern, ärter, rybs och havre samt mot trådmask resistent rödklöver. Han var styrelseledamot av Statens växtskyddsanstalt och blev ledamot av Kungliga Skogs- och Lantbruksakademien 1959. Gelin författade skrifter i botanik, botanisk genetik och växtodling.
Gelin gifte sig 1928 med Inga Bergfeldt (1904–1969). De fick två barn: kiropraktor Jan Gelin (1937–1984) och fotomodellen Ulla Gelin (född 1939), som är änka efter Nils Petter Sundgren.